# Torgny Mogren
Nils Arne Torgny (Torgny) Mogren  (Hällefors, 26 juli 1963) is een Zweeds langlaufer. 

## Carrière
Mogren won met de Zweedse estafetteploeg olympisch goud in Sarajevo en Calgary. Mogren behaalde in 1987 en 1989 de wereldtitel in de estafette. Mogren werd in 1991 en 1993 wereldkampioen op de 50 kilometer.

## Resultaten

### Olympische Winterspelen
| Jaar | Plaats      | Resultaten                                                                   |
| ---- | ----------- | ---------------------------------------------------------------------------- |
| 1984 | Sarajevo    | 22e 15 km klassiek 23e 30 km klassiek                                        |
| 1988 | Calgary     | 24e 15 km klassiek · 11e 30 km klassiek · 28e 50 km vrij · 4x10 km estafette |
| 1992 | Albertville | 9e 15 km klassiek 12e 50 km vrij 5e achtervolging 4e 4x10 km estafette       |
| 1994 | Lillehammer | 27e 10 km klassiek 24e 30 km vrij                                            |
| 1998 | Nagano      | 34e 50 km klassiek                                                           |

### Wereldkampioenschappen langlaufen
| Jaar | Plaats           | Resultaten                                                                   |
| ---- | ---------------- | ---------------------------------------------------------------------------- |
| 1985 | Seefeld in Tirol | 20e 15 km klassiek 11e 30 km klassiek 6e 50 km klassiek                      |
| 1987 | Oberstdorf       | 50 km vrij · op de estafette                                                 |
| 1989 | Lahti            | 15 km vrij · 9e 30 km klassiek · 50 km vrij · op de estafette                |
| 1991 | Val di Fiemme    | 10 km klassiek · 8e 15 km vrij · 50 km vrij · op de estafette                |
| 1993 | Falun            | 8e 10 km klassiek · 14e 30 km klassiek · 50 km vrij · 6e op de achtervolging |
| 1995 | Thunder Bay      | 38e 10 km klassiek 7e 50 km vrij 22e op de achtervolging                     |
| 1997 | Trondheim        | 12e 30 km vrij 8e 50 km klassiek                                             |